# Damernas sprintstafett i längdskidåkning vid olympiska vinterspelen 2018
Damernas sprintstafett i längdskidåkning vid olympiska vinterspelen 2018 arrangerades på Alpensia längdåkningsarena i Pyeongchang, Sydkorea, den 21 februari 2018. Tävlingen var i fristil och distansen 6 × 1,25 km.
Guldmedaljörer blev det amerikanska laget bestående av Kikkan Randall och Jessie Diggins, vilket var nationens första olympiska guld i längdåkning någonsin. Sverige, med Charlotte Kalla och Stina Nilsson, tog silver medan Norge, med Marit Bjørgen och Maiken Caspersen Falla, blev bronsmedaljörer.

## Medaljörer
| Disciplin                     | Guld                              | Silver                                | Brons                                      |
| Sprintstafett (F) 6 × 1,25 km | USA Kikkan Randall Jessie Diggins | Sverige Charlotte Kalla Stina Nilsson | Norge Marit Bjørgen Maiken Caspersen Falla |

## Deltagande nationer
21 stafettlag med två åkare i respektive lag tävlade i damernas sprintstafett. "F" signalerar att laget gick till final.
| - Australien - Finland (F) - Frankrike (F) - Italien - Kanada - Kazakstan | - Kina - Norge (F) - Olympiska idrottare från Ryssland (F) - Polen (F) - Schweiz (F) | - Slovakien - Slovenien (F) - Sverige (F) - Sydkorea - Tjeckien | - Tyskland (F) - Ukraina - USA (F) - Belarus - Österrike |

## Resultat

### Final
| Pl. | Lag       | Namn                   | Str. 1 / 2 | PV | Str. 3 / 4 | PV | Str. 5 / 6 | PV | Tid      | TM       |
| --- | --------- | ---------------------- | ---------- | -- | ---------- | -- | ---------- | -- | -------- | -------- |
| 1   | USA       | Kikkan Randall         | 2.32,97    | 4  | 2.38,90    | 3  | 2.43,31    | 3  | 15.56,47 | –        |
| 1   | USA       | Jessie Diggins         | 2.40,07    | 3  | 2.30,62    | 1  | 2.50,60    | 1  | 15.56,47 | –        |
| 2   | Sverige   | Charlotte Kalla        | 2.32,52    | 3  | 2.38,89    | 2  | 2.41,44    | 2  | 15.56,66 | +0,19    |
| 2   | Sverige   | Stina Nilsson          | 2.40,06    | 1  | 2.32,56    | 3  | 2.51,19    | 2  | 15.56,66 | +0,19    |
| 3   | Norge     | Marit Bjørgen          | 2.32,04    | 1  | 2.38,35    | 1  | 2.41,85    | 1  | 15.59,44 | +2,97    |
| 3   | Norge     | Maiken Caspersen Falla | 2.40,80    | 2  | 2.32,08    | 2  | 2.54,32    | 3  | 15.59,44 | +2,97    |
| 4   | Schweiz   | Nadine Fähndrich       | 2.34,12    | 6  | 2.38,89    | 4  | 2.43,61    | 4  | 16.17,79 | +21,32   |
| 4   | Schweiz   | Laurien van der Graaff | 2.39,83    | 5  | 2.39,65    | 4  | 3.01,69    | 4  | 16.17,79 | +21,32   |
| 5   | Finland   | Mari Laukkanen         | 2.36,89    | 9  | 2.50,41    | 9  | 2.48,10    | 7  | 16.28,24 | +22,71   |
| 5   | Finland   | Krista Pärmäkoski      | 2.36,55    | 4  | 2.37,47    | 9  | 2.49,76    | 5  | 16.28,24 | +22,71   |
| 6   | Slovenien | Alenka Čebašek         | 2.34,56    | 7  | 2.40,13    | 7  | 2.48,59    | 5  | 16.28,24 | +31,77   |
| 6   | Slovenien | Anamarija Lampič       | 2.41,27    | 8  | 2.42,67    | 5  | 3.01,02    | 6  | 16.28,24 | +31,77   |
| 7   | Polen     | Justyna Kowalczyk      | 2.35,72    | 8  | 2.43,11    | 8  | 2.49,65    | 8  | 16.32,48 | +36,01   |
| 7   | Polen     | Sylwia Jaśkowiec       | 2.40,43    | 9  | 2.41,80    | 8  | 3.01,77    | 7  | 16.32,48 | +36,01   |
| 8   | Frankrike | Aurore Jéan            | 2.33,33    | 5  | 2.37,36    | 6  | 2.47,47    | 6  | 16.32,49 | +36,02   |
| 8   | Frankrike | Coraline Thomas Hugue  | 2.43,21    | 10 | 2.46,28    | 7  | 3.04,84    | 8  | 16.32,49 | +36,02   |
| 9   | OAR       | Natalja Neprjajeva     | 2.32,22    | 2  | 2.37,95    | 5  | 2.59,06    | 9  | 16.41,76 | +45,29   |
| 9   | OAR       | Julija Belorukova      | 2.43,33    | 7  | 2.45,65    | 6  | 3.03,55    | 9  | 16.41,76 | +45,29   |
| 10  | Tyskland  | Nicole Fessel          | 2.39,11    | 10 | 2.49,38    | 10 | 3.06,70    | 10 | 17.06,57 | +1.10,10 |
| 10  | Tyskland  | Sandra Ringwald        | 2.35,79    | 6  | 2.43,12    | 10 | 3.12,47    | 10 | 17.06,57 | +1.10,10 |